# 周集乡 (沭阳县)
周集乡，是中华人民共和国江苏省宿迁市沭阳县下辖的一个乡镇级行政单位。
2021年3月2日，撤销塘沟镇、周集乡，设立新的塘沟镇。以原塘沟镇、周集乡的行政区域为新的塘沟镇行政区域。

## 行政区划
周集乡下辖以下地区：
周集社区、老街村、胡庄村、华帮村、谢河村、合兴村、周楼村和史洼村。